# Чемпионат Беларуси по футболу среди женщин 2004
Женский Чемпионат Республики Беларусь по футболу 2004 (13-й чемпионат Республики Беларусь по футболу среди женских команд) — чемпионат по футболу среди белорусских женских команд 2004 года в Высшей лиге.
В турнире приняли участие 8 команд. Они сыграли по два матча друг с другом. Победителем Чемпионата стал «Университет-Двина».

## Клубы-участники
| Клуб              | Город     | Стадион                                               | Вместимость |
| ----------------- | --------- | ----------------------------------------------------- | ----------- |
| Бобруйчанка       | Бобруйск  | стадион «Фандок»                                      |             |
| Жемчужина         | Брест     | Стадион ГОСК «Брестский»                              |             |
| Жемчужина         | Брест     | стадион «Локомотив»                                   | 1000        |
| Инфобанк-Белкард  | Гродно    | стадион ГрГУ                                          |             |
| Надежда-Лифтмаш   | Могилёв   | стадион «Центральный» стадион «Спартак» (Могилёв)     |             |
| Немига            | Минск     | КФП «Смена» (Минск)                                   |             |
| Текстильщик       | Орша      | стадион «Текстильщик»                                 |             |
| Трудовые резервы  | Болбасово | Стадион «Локомотив» Стадион «Центральный» (Болбасово) |             |
| Университет-Двина | Витебск   | Стадион ЦСК стадион «ДЮСШ» (Витебск)                  |             |

### Тренеры
- Бобруйчанка — Николай Фёдорович Касаткин
- Университет-Двина — Виктор Альбертович Наумов
- Надежда-Лифтмаш — главный тренер Александр Ласточкин; старший тренер Андрей Валерьевич Голубев; тренер Виталий Михайлович Ковалев.
- Немига — Александр Павлович Гурский.
- Жемчужина (Брест) — Юрий Иванович Коночкин, Эдуард Владиславович Сугак.
- Текстильщик (Орша) — главный тренер Леонид Андреевич Борейша; тренер Виктор Алексеевич Денисов.
- Трудовые резервы (Орша) — главный тренер Владимир Владимирович Самусевич; тренер Дмитрий Александрович Загорельский[2].

## Турнирная таблица
Итоговая таблица: после всех 14 туров.
Источник:
| М | Команда           | И  | В  | Н | П  | Мячи    | ±   | О  |
| - | ----------------- | -- | -- | - | -- | ------- | --- | -- |
| 1 | Университет-Двина | 14 | 12 | 0 | 2  | 54 − 16 | +38 | 36 |
| 2 | Боруйчанка        | 14 | 11 | 1 | 2  | 56 − 15 | +41 | 34 |
| 3 | Надежда-Лифтмаш   | 14 | 11 | 0 | 3  | 73 − 7  | +66 | 33 |
| 4 | Инфобанк-Белкард  | 14 | 7  | 0 | 7  | 33 − 22 | +11 | 21 |
| 5 | Жемчужина         | 14 | 6  | 1 | 7  | 15 − 24 | −9  | 19 |
| 6 | Текстильщик       | 14 | 4  | 0 | 10 | 13 − 56 | −43 | 12 |
| 7 | Немига            | 14 | 2  | 1 | 11 | 8 − 36  | −28 | 7  |
| 8 | Трудовые резервы  | 14 | 1  | 1 | 12 | 4 − 81  | −77 | 4  |

И — игры, В — выигрыши, Н — ничьи, П — проигрыши, Мячи — забитые и пропущенные голы, ± — разница голов, О — очки

## Бомбардиры
По состоянию на 5 июля 2004
| Игрок         | Команда           | Гол |
| ------------- | ----------------- | --- |
| О. Знайдёнова | Надежда-Лифтмаш   | 14  |
| Станкевич     | Надежда-Лифтмаш   | 8   |
| Ласточкина    | Надежда-Лифтмаш   | 8   |
| Болматова     | Надежда-Лифтмаш   | 7   |
| Жукова        | Университет-Двина | 7   |
| Чукисова      | Университет-Двина | 7   |

## Календарь

### 1 тур
| 17 мая 2004 | Текстильщик | 0:15  | Надежда-Лифтмаш | Орша |
| |             | [ 2 ] | - Ласточкина 2′, 56′ - С. Знайденова 10′ - Болматова 27′ - О. Знайденова 30′, 42′, 48′, 73′, 80′ - Станкевич 37′, 46′, 59′, 63′ - Т. Волкова 86′ - Рудницкая 88′ | Стадион: Стадион «Текстильщик» Зрителей: 170 Судья: Филонов (Минск) Помощники судьи: Шелтунов (Минск), Грузд (Минск) |
| Текстильщик: Ирина Чепленок, Тамара Драгилева, Людмила Буцневич, Алеся Горень (Жанна Маталыгина, 57'), Наталья Юрьева, Ольга Карпушенко, Людмила Петрачкова, Татьяна Сторожева, Анна Шаклеина, Анна Яблокова, Татьяна Новикова (Екатерина Лаптинская, 12') Надежда-Лифтмаш: , Светлана Новикова, Надежда Туркова, Мария Крушнина, Татьяна Волкова, Светлана Знайденова, Ирина Болматова (Александра Рудницкая, 68'), Галина Станкевич (Ольга Вальковская, 70'), Наталья Ласточкина, Алеся Зятева (Антонина Балабайкина, 46'), Инесса Певзнер (Виктория Любенкова, 85'), Ольга Знайденова |             |       | | |

| 17 мая 2004 | Трудовые резервы | 0:8   | Университет-Двина                                                                                      | Болбасово |
| |                  | [ 2 ] | - Киселева 8′ - Чукисова 9′ - Пекарская 11′, 45' - Третьякова 20′ - Жукова 24′, 53′, 58′ - Евсеева 84′ | Стадион: Стадион г.п. Болбасово Зрителей: 100 Судья: Зубковский (Минск) Помощники судьи: Михайлов (Минск), Цветков (Минск) |
| Трудовые резервы: Светлана Ковалевская, Татьяна Чалей, Татьяна Шишко (Ольга Стаховская, 77'), Татьяна Азарова, Светлана Белоусова, Татьяна Барилова (Людмила Боровская, 73'), Татьяна Шах, Алла Дубина, Елена Белькевич, Ольга Солохина, Оксана Мачульская (Снежана Франкевич, 75') Университет-Двина: Инна Ботяновская, Ирина Николаева, Ольга Пекарская (Ирина Земерова, 53'), Наталья Глядко, Ирина Третьякова (Наталья Коношонок, 61'), Анастасия Хаванская (Ольга Волкова, 71'), Ирина Чукисова, Анастасия Литвинова (Юлия Евсеева, 55), Екатерина Жукова (Елена Бузинова, 61'), Татьяна Киселева, Алина Васильева |                  |       | | |

### 2 тур
| 29 мая 2004 | Текстильщик                       | 3:0   | Жемчужина | Орша |
| | - Горень 53′ - Сторожева 70′, 77′ | [ 5 ] |           | Стадион: Стадион «Льнокомбинат» Зрителей: 60 Судья: Ковалевский (Могилев) Помощники судьи: Баранов (Могилев), Ковалев (Могилев) |
| Текстильщик: Исакович, Драгилева, Яблокова, Шаклеина, Лаптинская, Т. Новикова, Петрачкова, Юрьева (Карпушенко, 44'), Горень, Буцневич, Сторожева Жемчужина: Синюта, Якушик, Мартынюк, Ничипорук, Савчук, Киселева, Петрань (Костевич, 46'), Лившиц, Диана Мирошниченко (Анна Пилипенко, 40'), Пастернакевич (Кондратюк, 23'), Григович |                                   |       |           | |

| 29 мая 2004 | Трудовые резервы                                             | 0:9   | Надежда-Лифтмаш                                                                                         | Болбасово |
| | - Ольга Солохина 1' - Романовская 19' - Татьяна Барилова 53' | [ 2 ] | - О. Знайденова 3′, 27′, 36′ - Ласточкина 8′, 67′, 76′ - Болматова 46′ - Т. Волкова 70′ - Станкевич 70′ | Стадион: Городской stadium Зрителей: 20 Судья: Никита Пыреев (Минск) Помощники судьи: Цветков (Минск), Шепетовский (Минск) |
| Трудовые резервы: Светлана Ковалевская, Ольга Солохина, Наталья Сысоева, Романовская, Алла Дубина (Татьяна Азарова, 37'), Татьяна Шах, Татьяна Барилова, Татьяна Кровякова, А. Новикова, Елена Белькевич (Ирина Казимирская, 26'), Людмила Боровская (Оксана Мачульская, 46') Надежда-Лифтмаш: Светлана Новикова, Надежда Туркова, Мария Крушнина (Ольга Вальковская, 73'), Татьяна Волкова, Светлана Знайденова, Ирина Болматова, Галина Станкевич, Наталья Ласточкина, Алеся Зятева (Антонина Балабайкина, 46'), Инесса Певзнер, Оксана Знайденова (Ольга Малахова, 80') |                                                              |       | | |

| 29 мая 2004 | Инфобанк-Белкард                                                                      | 2:0   | Немига                                   | Гродно |
| | - Анастасия Тарасевич 61′ - Бурбулис 77′ - Марина Тамкович 15' - Татьяна Логинова 33' | [ 2 ] | - Елена Кашина 24' - Марина Хомякова 81' | Стадион: ТСОУП «Неман» Зрителей: 180 Судья: Знайдинский (Гродно) Помощники судьи: Корепанов (Гродно), Седко (Гродно) |
| Инфобанк-Белкард: Ольга Савостьян, Елена Плугатаренко, Марина Тамкович, Анастасия Тарасевич, Манжук, Мария Суша, Татьяна Даньковская, Ващенко, Галина Бурбулис, Татьяна Логинова, Виктория Шолохова Немига: Марина Хомякова, Виктория Якель, Анна Бондаренко, Алеся Слышкина (Мария Маскевич, 57'), Екатерина Бакунович (Альховик, 42'), Ольга Слыш, Екатерина Стрельчик, Диана Тропникова, Вероника Чарковская, Елена Кашина, Татьяна Кенда (Неруш , 58') |                                                                                       |       |                                          | |

| Текстильщик | 3:0 | Жемчужина |

| 29 мая 2004 | Бобруйчанка | 0:5   | Университет-Двина                                                                   | Бобруйск |
| |             | [ 2 ] | - Киселева 3′ - Хаванская 5′, 26′ - Чукисова 73′ - Жулева 90′ - Ирина Николаева 65' | Стадион: stadium «Фандок» Зрителей: 70 Судья: Филонов (Минск) Помощники судьи: Шептунов (Минск), Грузд (Минск) |
| Бобруйчанка: Анна Сологуб, Инна Белявская, Екатерина Чиграй, Мария Бузунова (к), Елена Барило, Анна Зуева (Анастасия Куницкая, 62'), Ольга Андриевская, Екатерина Кучинская (Екатерина Рафаленок, 51'), Марина Гузаревич (Инга Рейдольф, 88'), Тамара Мурашко, Ольга Давыдович (Светлана Мирная, 86') Университет-Двина: Инна Ботяновская, Алина Васильева, Ирина Николаева, Анастасия Литвинова (Мария Лущинская, 86'), Анастасия Хаванская (Ирина Чукисова, 57'), Наталья Глядко, Ольга Пекарская, Екатерина Жукова (к), Наталья Коношонок (Светлана Милашевская, 40'), Ирина Третьякова (Марина Жулева, 51'), Татьяна Киселева (Юлия Евсеева, 51') |             |       |                                                                                     | |

### 3 тур
| 3 июня 2004 | Трудовые резервы | 0:3   | Текстильщик                                             | Болбасово |
| | - Чалей 67'      | [ 5 ] | - Буцневич 54′ - Юрьева 73′ - Яблокова 88′ - Юрьева 80' | Стадион: Городской stadium Зрителей: 60 Судья: Филонов (Минск) Помощники судьи: Никита Пыреев (Минск), Цветков (Минск) |
| Трудовые резервы: С. Ковалевская, Чалей, Шах, Романовская, Солохина, Сысоева, Казимирская, Азарова (Коренькова, 46'), Дубина (Стаховская, 73'), Белькевич, Карлова Текстильщик: , Исакович, Сторожева, Драгилева, Юрьева, Т. Новикова, Лаптинская, Петрачкова, Шаклеина (Петрова, 82'), Горень, Буцневич, Яблокова |                  |       |                                                         | |

| 3 июня 2004 | Университет-Двина | 0:4   | Надежда-Лифтмаш                                                                      | Витебск                                                                                               |
| | - Васильева 35'   | [ 6 ] | - О. Знайденова 33′ - Болматова 44′ - Станкевич 49′ - О. Знайденова 73′ - Зятева 18' | Стадион: ЦСК Зрителей: 200 Судья: Зубковский (Минск) Помощники судьи: Шептунов (Минск), Грузд (Минск) |
| Университет-Двина: Ботяновская, Васильева, Николаева, Литвинова (Милашевская, 55'), Хованская (А. Лущинская, 46'), Глядко, Жукова (к), Коношонок, Пекарская, Третьякова (46'), Киселева (Чукисова, 63') Надежда-Лифтмаш: Сологуб, Белявская, Барило, Мурашко, Давыдович (Мирная, 83'), Зуева (Куницкая, 46'), Андриевская, Кучинская (Рейдольф, 83'), Бузунова, Гузаревич, Запруднова (Рафаленок, 52') |                   |       |                                                                                      | |

| 3 июня 2004 | \| Жемчужина \| 0:1 [5] \| Инфобанк-Белкард \| |                  |
| Жемчужина   | 0:1                                            | Инфобанк-Белкард |

| 3 июня 2004 | Жемчужина | 0:1   | Инфобанк-Белкард                               | Брест |
| |           | [ 7 ] | - Логинова 82′ - Кандракова 35' - Логинова 11' | Стадион: Стадион «Локомотив» Зрителей: 150 Судья: Вербицкий (Кобрин) Помощники судьи: Маслянко (Кобрин), Герасимук (Малорита) |
| Жемчужина: Сенюта, Григович, Ничипорук, Андреева, Мартынюк, Охримчук, Савчук, Чупий (Кондратюк, 77'), Мирошниченко (Пастернакевич, 32'), Петрань, Пилипенко Инфобанк-Белкард: Савостьян, Плугатаренко, Тамкович, Тарасевич, Малуха, Кандракова, Манжук, Логинова, Ващейко, Даньковская, Шолохова |           |       |                                                | |

### 4 тур
| 8 июня 2004 | Бобруйчанка     | 1:0   | Жемчужина | Бобруйск                               |
| | - Давыдович 64′ | [ 7 ] |           | Стадион: Стадион «Фандок» Зрителей: 50 |
| Бобруйчанка: Сологуб, Чиграй (Зуева, 26'), Рафаленок, Андриевская, Барило, Бузунова, Кучинская, Гузаревич, Мурашко (Запруднова, 43'), Давыдович, Белявская Жемчужина: Сенюта, Ничипорук, Григович, Андреева, Мартынюк, Охримук, Савчук, Чупий (Каменец, 43'), Мирошниченко (Пастернакевич, 74'), Петрань, Пилипенко |                 |       |           |                                        |

| 8 июня 2004 | Инфобанк-Белкард                                                                                     | 6:0   | Трудовые резервы | Гродно |
| | - Ващейко 17′ - Шолохова 26′, 67′ - Адамчук 30′, 31′ - Логинова 37′ - Кандаракова 34' - Шолохова 56' | [ 7 ] | - Солохина 66'   | Стадион: Стадион «Неман» Зрителей: 50 Судья: Зубковский (Минск) Помощники судьи: Сташенко (Гродно), Ситкевич (Гродно) |
| Инфобанк-Белкард: Савостьян, Плугатаренко, Тамкович, Тарасевич, Манжук, Даньковская (Павлють, 70'), Ващейко (Малуха, 59э), Кандаракова, Адамчук, Логинова, Шолохова Трудовые резервы: Шах, Чалей, Мачульская (Коренькова, 46'), Романовская, Казимирская, Солохина, Барилова (Франкевич, 80'), Дубина, Сысоева, Белькевич, Боровская | |       |                  | |

| 8 июня 2004 | Текстильщик | 0:6   | Университет-Двина                                                      | Орша |
| |             | [ 7 ] | - Милашевская 36′ - Чукисова 38′, 80′ - Киселева 56′ - Жукова 69′, 90′ | Стадион: Стадион «Текстильщик» Зрителей: 70 Судья: Филонов (Минск) Помощники судьи: Ковалев (Могилев), Баранов (Могилев) |
| Текстильщик: Исакович, Маталыгина, Петрова (Горень, 35'), Юрьева, Т. Новикова, Лаптинская (Койшебаева, 63'), Рублевская (Богрец, 80'), Шаклеина, Драгилева, Буцневич, Яблокова Университет-Двина: Ботяновская, Васильева, Николаева, Жукова, Милашевская (Коношонок, 58'), Литвинова, Жулева, Киселева (Лущинская, 30'), Чукисова, Третьякова (Хаванская, 67'), Глядко |             |       |                                                                        | |

### 5 тур
| 8 июня 2004 | Надежда-Лифтмаш | 6:0   | Немига           | Могилев |
| | - Маскевич 7′ (авт.) - Ласточкина 13′ - О. Знайденова 34′ - Балабайкина 49′ - Болматова 72′ - Алеся Зятева 79′ - Оксана Знайденова 29' | [ 8 ] | - Бондаренко 89' | Стадион: СК «Центральный» Зрителей: 100 Судья: Никита Пыреев (Минск) Помощники судьи: Грузд (Минск), Шептунов (Минск) |
| Надежда-Лифтмаш: С. Новикова, Туркова, Крушнина (Вальковская, 70'), Т. Волкова, С. Знайденова (Рудницкая, 77'), Болматова (Слонкина, 79'), Станкевич, Ласточкина, Алеся Зятева, Оксана Знайденова, Балабайкина (Ильянкова, 61') Немига: Хомякова, Кашина (Хадарович, 60'), Слыш, Кенда, Бондаренко, Диана Тропникова, Маскевич (Удодова, 77'), Слышкина (Сень, 54'), Стрельчик, Неруш, Альховик (С. Волкова, 46') | |       |                  | |

| 13 июня 2004 | Надежда-Лифтмаш                                                             | 5:0   | Бобруйчанка | Могилев |
| | - Станкевич 4′, 43′ - Т. Волкова 5′ - С. Знайденова 22′ - О. Знайденова 33′ | [ 7 ] | - Зуева 49' | Стадион: СК «Центральный» Зрителей: 100 Судья: Никита Пыреев (Минск) Помощники судьи: Цветков (Минск), Шепетовский (Минск) |
| Надежда-Лифтмаш: С. Новикова, Туркова, Крушнина, Т. Волкова, С. Знайденова, Болматова, Станкевич, Ласточкина (Певзнер, 52'), Алеся Зятева, О. Знайденова, Балабайкина (Рудницкая, 61') Бобруйчанка: Кучинская, Белявская, Бузунова, Барило, Куницкая, Андриевская (Мирная, 77'), Запруднова, Зуева, Рафаленок (Чиграй, 46'), Давыдович, Мурашко |                                                                             |       |             | |

| 13 июня 2004 | Текстильщик                       | 0:7   | Инфобанк-Белкард | Орша |
| | - Лаптинская 78' - Кандракова 85' | [ 7 ] | - Красевич 24′ - Ващейко 25′, 31′, 89′ - Адамчук 35′ - Манжук 45′ - Т. Новикова 58′ (авт.) - Тамкович 37' - Шолохова 77' | Стадион: Стадион «Текстильщик» Зрителей: 50 Судья: Шудейко (Минск) Помощники судьи: Шептунов (Минск), Грузд (Минск) |
| Текстильщик: Исакович, Сторожева, Рублевская, Т. Новикова, Драгилева, Лаптинская, Шаклеина, Буцневич, Горень, Юрьева (Петрова, 39'), Яблокова Инфобанк-Белкард: Павлють, Плугатаренко, Красевич (Кандракова, 78'), Тамкович, Суша, Адамчук, Ващейко, Манжук, Даньковская, Шолохова, Логинова |                                   |       | | |

| 13 июня 2004 | Немига | 0:3   | Университет-Двина                                                    | Минск                                                                                          |
| |        | [ 7 ] | - Жукова 10′ (пен.) - Чукисова 48′ - Киселева 89′ - Васильева 2' 88' | Стадион: КФП Зрителей: 50 Судья: Зубков (Минск) Помощники судьи: Цыкало (Минск), Метик (Минск) |
| Немига: Хомякова, Слыш, Кенда, Кашина (Хадарович, 73'), Тропникова, Бондаренко, Сень, Якель (К. Волкова, 65'), Бакунович, Слышкина, Маскевич (Неруш, 51') Университет-Двина: Ботяновская, Васильева, Жукова, Николаева, Литвинова, Киселева, Третьякова, Глядко, Чукисова, Милашевская (Евсеева, 62'), Лущинская (Хаванская, 57') |        |       |                                                                      |                                                                                                |

| 13 июня 2004 | Трудовые резервы | 3:2   | Жемчужина | Болбасово |
|              | - Белькевич 4′ - О. Новикова 30′, 35′ - Сысоева 29Сысоева'Параметр шаблона {{ЖК}} имеет неверное значение: 29Сысоева. | [ 7 ] |           | Стадион: Городской stadium Зрителей: 50 Судья: Шудейко (Минск) Помощники судьи: Куницкий (Минск), Горькая (Могилев) |

| 24 июня 2004 | Текстильщик                                 | 1:3   | Бобруйчанка                                                                   | Орша |
| | - Мурашко 63′ - Юрьева 27' - Корначенко 81' | [ 9 ] | - Давыдович 10′ - Сторожева 34′ - Маталыгина 48′ (авт.) - Андриевская 44' 60' | Стадион: Стадион «Текстильщик» Зрителей: 50 Судья: Зубковский (Минск) Помощники судьи: И. Сафарьян (Минск), Горький (Минск) |
| Текстильщик: Исакович, Драгилева, Петрачкова, Лаптинская, Корначенко, Т. Новикова (Маталыгина, 35'), Буцневич, Юрьева, Яблокова, Сторожева, Шаклеина (Петрова, 54') · Бобруйчанка: Кучинская, Белявская, Борило, Чиграй (Рафаленок, 38'), Бузунова, Андриевская, Давыдович, Зуева (Рейдольф, 54'), Гузаревич, Мурашко, Запруднова, Сологуб 46' |                                             |       |                                                                               | |

| 27 июня 2004 | Жемчужина                | 1:0   | Немига         | Брест |
| | - Чупий 42′ - Савчук 82' | [ 9 ] | - Хомякова 82' | Стадион: Стадион «Локомотив» Зрителей: 40 Судья: Никита Пыреев (Минск) Помощники судьи: Цыкало (Минск), И. Сафарьян (Минск) |
| Жемчужина: Сенюта, Ничипорук, Григович, Андреева, Охримук, Чупий (Киселевич, 62'), Мартынюк, Мирошниченко, Кондратюк, Сатюк (Петрань, 85'), Пилипенко, Савчук 62' · Немига: Хомякова, Бакунович, Слыш, Сень (К. Волкова, 85'), Стрельчик (Неруш, 75'), Кашина, Якель (Слышкина, 75'), Кенда, Хадорович, Бондаренко, Диана Тропникова |                          |       |                | |

| 27 июля 2004 | Надежда-Лифтмаш | 3:0 (+:-)* | Трудовые резервы | stadium "Спартак" (Могилёв) |
|              |                 | [ 10 ]     |                  | Судья: Евневич (Могилёв)    |

* Команда «Трудовые резервы» на матч не явилась.
| 27 июля 2004 | Немига | 0:3 (-:+)* | Инфобанк-Белкард | КФП (Минск)            |
|              |        | [ 10 ]     |                  | Судья: Шудейко (Минск) |

* Команда «Немига» на матч не явилась.
| 27 июля 2004 | Жемчужина       | 1:0    | Текстильщик | stadium "Локомотив" (Брест)                |
|              | - Киселевич 65′ | [ 10 ] |             | Зрителей: 100 Судья: Никита Пыреев (Минск) |

| 9 августа 2004 | Текстильщик                      | 3:1    | Трудовые резервы         | stadium "Текстильщик" (Орша)           |
|                | - Жулева 9′, 23′ - Сторожева 34′ | [ 10 ] | - Романовская 69′ (пен.) | Зрителей: 50 Судья: Зубковский (Минск) |

| 10 августа 2004 | Бобруйчанка                                   | 4:0    | Немига | stadium "Славянка" (Бобруйск)             |
|                 | - О. Новикова 61′, 72′ - Лис 64′ - Рыжова 72′ | [ 10 ] |        | Зрителей: 20 Судья: Никита Пыреев (Минск) |

| 10 августа 2004 | Инфобанк-Белкард | 1:2    | Жемчужина            | stadium ГрГУ (Гродно)                  |
|                 | - Тамчук 41′     | [ 10 ] | - Кондратюк 32′, 38′ | Зрителей: 50 Судья: Вербицкий (Кобрин) |

| 11 августа 2004 | Надежда-Лифтмаш                     | 2:3    | Университет-Двина                    | stadium "Спартак" (Могилёв)         |
|                 | - О. Знайдёнова 20′ - Болматова 77′ | [ 10 ] | - Чукисова 17′, 50′ - Третьякова 84′ | Зрителей: 50 Судья: Шудейко (Минск) |

| 13 августа 2004 | Жемчужина      | 1:1    | Бобруйчанка   | stadium "Локомотив" (Брест)            |
|                 | - Мартынюк 22′ | [ 10 ] | - Мурашко 88′ | Зрителей: 20 Судья: Зубковский (Минск) |

| 13 августа 2004 | Трудовые резервы | 0:8    | Инфобанк-Белкард                                                                              | stadium "Центральный" (Болбасово)      |
|                 |                  | [ 10 ] | - Ольга Малуха 10′ - Тамчук 27′, 35′ - Рогачевская 39′ - Шолохова 85′ - Мачульская 88′ (авт.) | Зрителей: 50 Судья: Вербицкий (Кобрин) |

| 14 августа 2004 | Немига | 0:2    | Надежда-Лифтмаш                      | КФП "Смена" (Минск)          |
|                 |        | [ 10 ] | - С. Знайдёнова 23′ - Ласточкина 48′ | Судья: Никита Пыреев (Минск) |

| 18 августа 2004 | Инфобанк-Белкард                                   | 4:0    | Текстильщик | stadium ГрГУ (Гродно)                  |
|                 | ,= - Тамчук 31′, 57′ - Логинова 57′ - Бурбулис 80′ | [ 10 ] |             | Зрителей: 50 Судья: Сахаревич (Гродно) |

| 18 августа 2004 | Жемчужина    | 1:0    | Трудовые резервы | stadium "Локомотив" (Брест)             |
|                 | - Глядко 38′ | [ 10 ] |                  | Зрителей: 150 Судья: Красовский (Минск) |

| 18 августа 2004 | Бобруйчанка    | 1:0    | Надежда-Лифтмаш | stadium "Фандок" (Бобруйск)             |
|                 | - Луцкевич 38′ | [ 10 ] |                 | Зрителей: 100 Судья: Зубковский (Минск) |

| 18 августа 2004 | Университет-Двина                                | 4:0    | Немига | stadium "ДЮСШ" (Витебск)                   |
|                 | - Чукисова 55′, 58′ - Хаванская 75′ - Жукова 80′ | [ 10 ] |        | Зрителей: 100 Судья: Лещинский (Молодечно) |

| 30 августа 2004 | Университет-Двина | 11:0   | Трудовые резервы | stadium "ДЮСШ-6" (Витебск)                 |
|                 | - Бузинова 2′, 14′ - Чукисова 12′ (пен.), 51′ (пен.), 59′, 81′ - Пекарская 19′, 54′ - Жукова 37′ - Литвинова 44′ - Борисенко 56′ | [ 10 ] |                  | Зрителей: 100 Судья: Никита Пыреев (Минск) |

| 3 сентября 2004 | Надежда-Лифтмаш | 12:0   | Текстильщик | stadium "Центральный" (Могилёв)            |
|                 | - Болматова 4′, 51′ - Туркова 11′ - Ласточкина 32′, 50′, 71′, 83′ - Станкевич 34′ - С. Знайдёнова 36′ - О. Знайдёнова 44′ - Зятева 68′ - Т. Волкова 88′ | [ 10 ] |             | Зрителей: 100 Судья: Никита Пыреев (Минск) |

| 3 сентября 2004 | Инфобанк-Белкард         | 1:4    | Бобруйчанка                                     | stadium ГрГУ (Гродно)                     |
|                 | - Манжук 3′ - Шрамок 84′ | [ 10 ] | - О. Новикова 11′ - Луцкевич 35′, 76′ - Лис 61′ | Зрителей: 70 Судья: В. Вербицкий (Кобрин) |

| 4 сентября 2004 | Бобруйчанка                              | 3:0    | Текстильщик | stadium «Фандок» (Бобруйск)               |
|                 | - Лис 55′ - О. Новикова 72′ - Шрамок 84′ | [ 10 ] |             | Зрителей: 20 Судья: Никита Пыреев (Минск) |

| 7 октября 2004 | Университет-Двина    | 2:9    | Бобруйчанка                                                                                             | stadium УОР (Витебск)                |
|                | - Пекарская 43′, 88′ | [ 11 ] | - Лис 2′, 21′, 56′ - Коношонок 2′ (авт.) - Рыжова 47′ - Козеева 48′, 68′ - Малиновская 53′ - Шрамок 80′ | Зрителей: 200 Судья: Горькая (Минск) |